# Metropolitana di Milano
Die Metropolitana di Milano ist das U-Bahn-System der zweitgrößten italienischen Stadt Mailand. Im November 1964 als zweite italienische Metro eröffnet, bildet das von der ATM Milano betriebene normalspurige Schienenverkehrsmittel mit fünf Linien neben der S-Bahn Mailand das städtische Schnellverkehrsnetz. Charakteristisch für das Mailänder U-Bahn-System ist die linienabhängige Nutzung von Stromschiene oder Oberleitung.

## Linien

Erster Entwurf aus den späten 1950er Jahren für den möglichen Zielzustand des U-Bahn-Netzes

| Linie | Strecke                                                                             | Inbetriebnahmen | Länge   | Stationen |
| ----- | ----------------------------------------------------------------------------------- | --------------- | ------- | --------- |
|       | Sesto 1º Maggio FS ↔ Rho Fiera / ↔ Bisceglie siehe Linie 1                          | 1964–2005       | 26,7 km | 38        |
|       | Assago Milanofiori Forum ↔ / Abbiategrasso ↔ Cologno Nord / ↔ Gessate Siehe Linie 2 | 1969–2011       | 39,9 km | 35        |
|       | San Donato ↔ Comasina                                                               | 1990–2011       | 17,3 km | 21        |
|       | Linate Aeroporto ↔ San Cristoforo siehe Linie 4                                     | 2022–2024       | 15,0 km | 21        |
|       | Bignami ↔ San Siro Stadio                                                           | 2013–2015       | 12,9 km | 19        |

## Geschichte
Da die Straßenbahn und der Busverkehr nicht mehr zur Erschließung Mailands ausreichten, wurde 1957 der Beschluss gefasst, eine Metro zu bauen. Die Bauarbeiten begannen im Herbst 1958.

### M1 (Rote Linie)

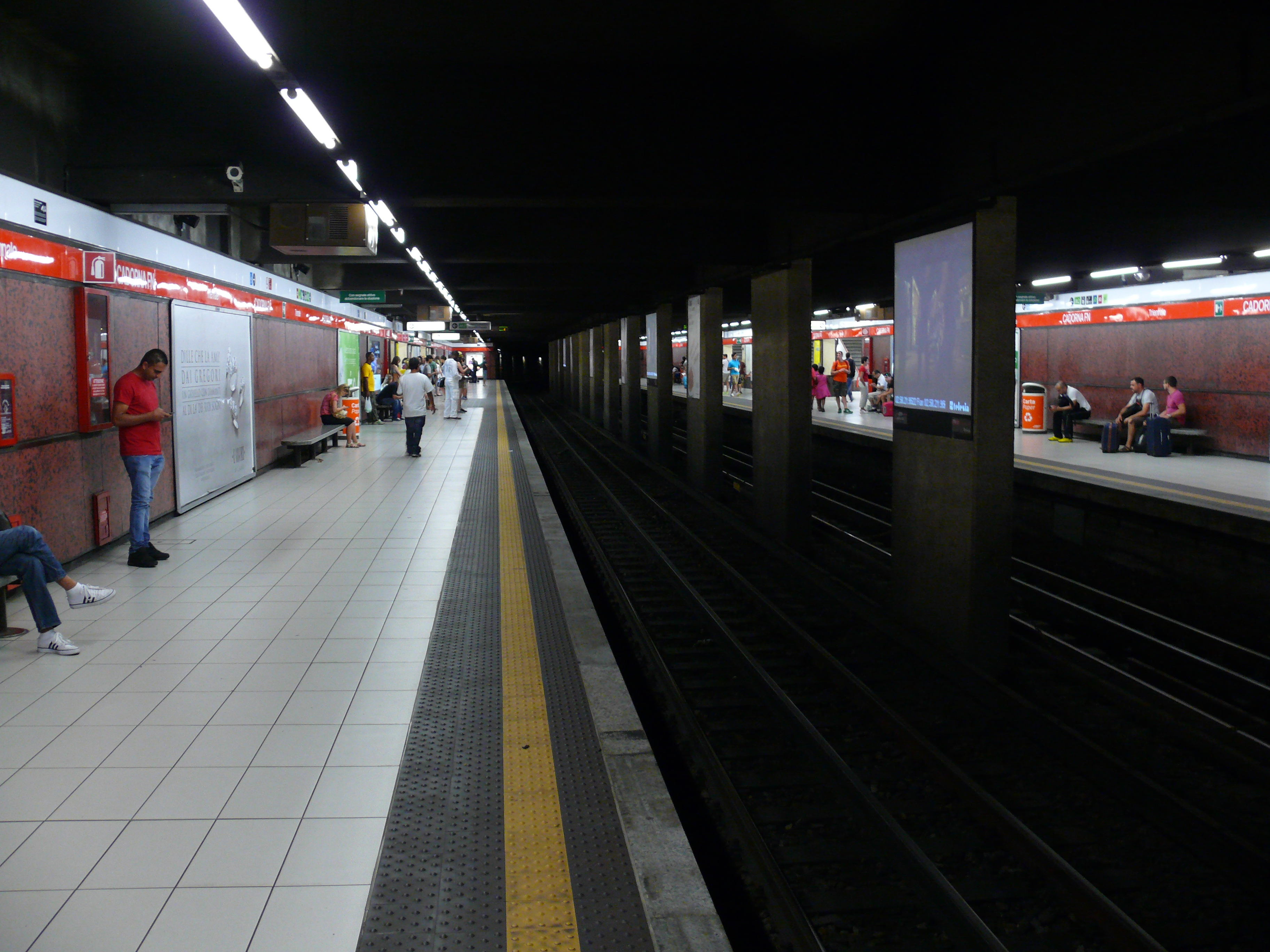
Bahnsteigebene am U-Bahnhof Cadorna FN (M1)

Die rote Linie wurde als erste Mailänder U-Bahn-Strecke am 1. November 1964 zwischen Marelli und Lotto eröffnet. Die Strecke war damals 11,8 km lang und hatte 21 Stationen. Bereits zwei Jahre später wurde eine Zweiglinie zwischen den Stationen Pagano und Gambara in Betrieb genommen. Die rote Linie (auch M1) wurde in den folgenden Jahren weiter verlängert. 1975 wurden beide Linienäste gleichzeitig jeweils nach QT8 bzw. Inganni erweitert. 1980 ging es bis San Leonardo und 1986 bis Molino Dorino und Sesto FS. 1992 wurde die Zweiglinie von Inganni bis Bisceglie erweitert. 2006 wurde die andere Zweiglinie von Molino Dorino bis zum neuen Messegelände bei Rho erweitert.

### M2 (Grüne Linie)

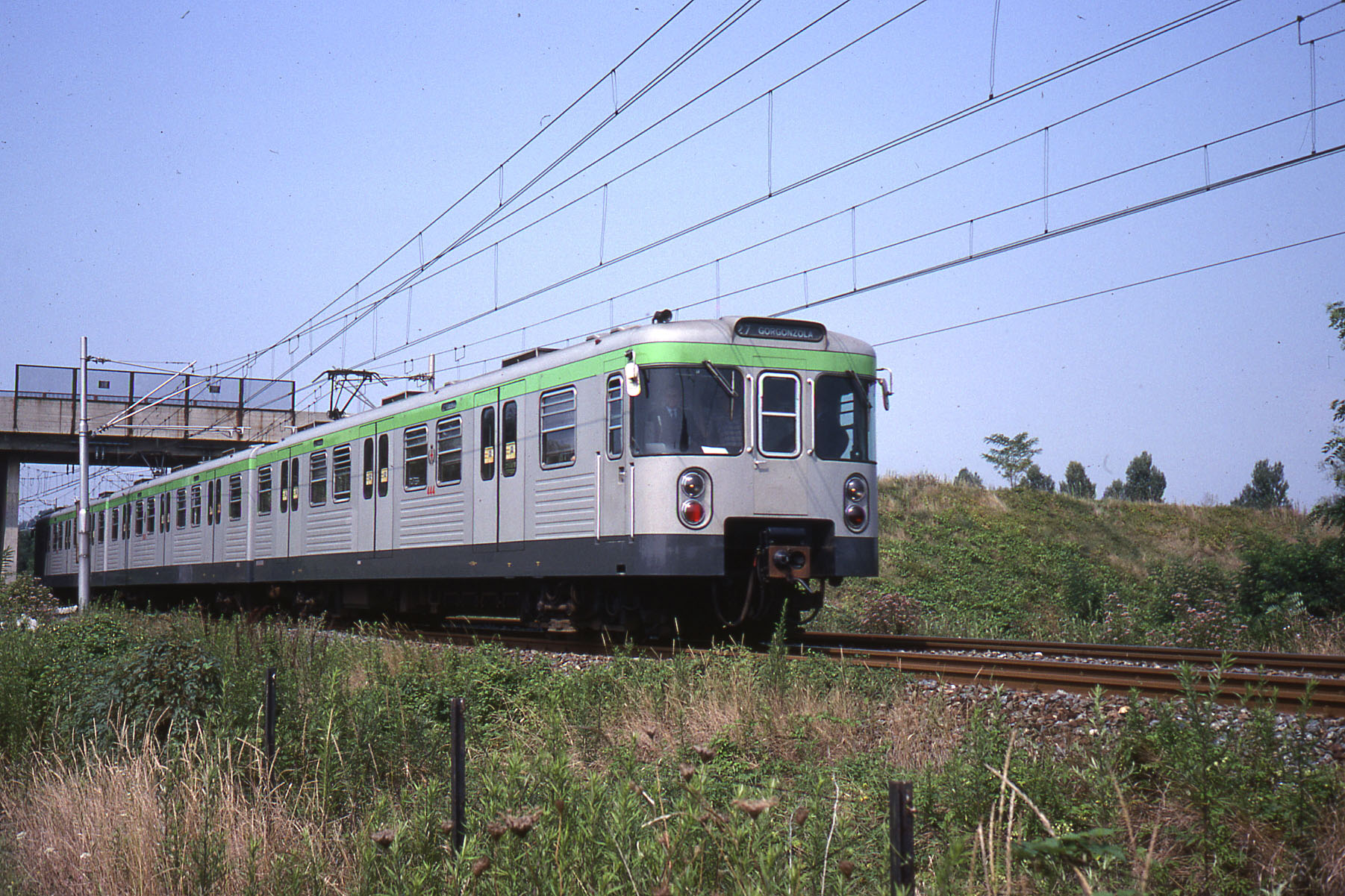
Zug der M2 auf der Vorortstrecke nach Gessate

Die grüne Linie war ursprünglich eine Straßenbahn zwischen Vaprio d’Adda und Cassano d’Adda. 1969 endeten die Bauarbeiten für die Umwandlung in eine U-Bahn. Damals wurde die Linie M2 zwischen Caiazzo und Cascina Gobba eröffnet. 1970/1971 wurde die grüne Linie weiter ins Zentrum bis zum Bahnhof Garibaldi FS gebaut. Damals – wie auch heute noch – kreuzte die grüne Linie die bereits bestehende Linie M1 an deren Haltestelle Loreto.
1972 erfolgte einer der längsten Metro-Ausbauten: Die M2 wurde Richtung Nordosten außerhalb des Stadtgebiets bis Gorgonzola verlängert. Dort wurde auch eine Betriebswerkstatt für die grüne Linie errichtet.
1978 wurde eine zweite Kreuzung mit der roten Linie (M1) am Bahnhof Cadorna FNM erbaut. Dadurch entstand ein Netz mit der als Fischblasennetz bezeichneten Gestalt aus zwei Strecken, die sich an zwei Stationen kreuzen.
1981 wurde ähnlich wie bei der roten Linie eine Zweiglinie bis zum heutigen Endbahnhof Cologno Nord gebaut.
Daraufhin wurden die M2 1983 bis Porta Genova FS und 1985 bis Romolo und zum Nachbarort Gessate verlängert. 1994 gab es wiederum eine Verlängerung bis Famagosta. Am 17. März 2005 ging der Verlängerungsast zur Piazza Abbiategrasso in Betrieb, am 20. Februar 2011 jener nach Assago-Milanofiori.

### M3 (Gelbe Linie)

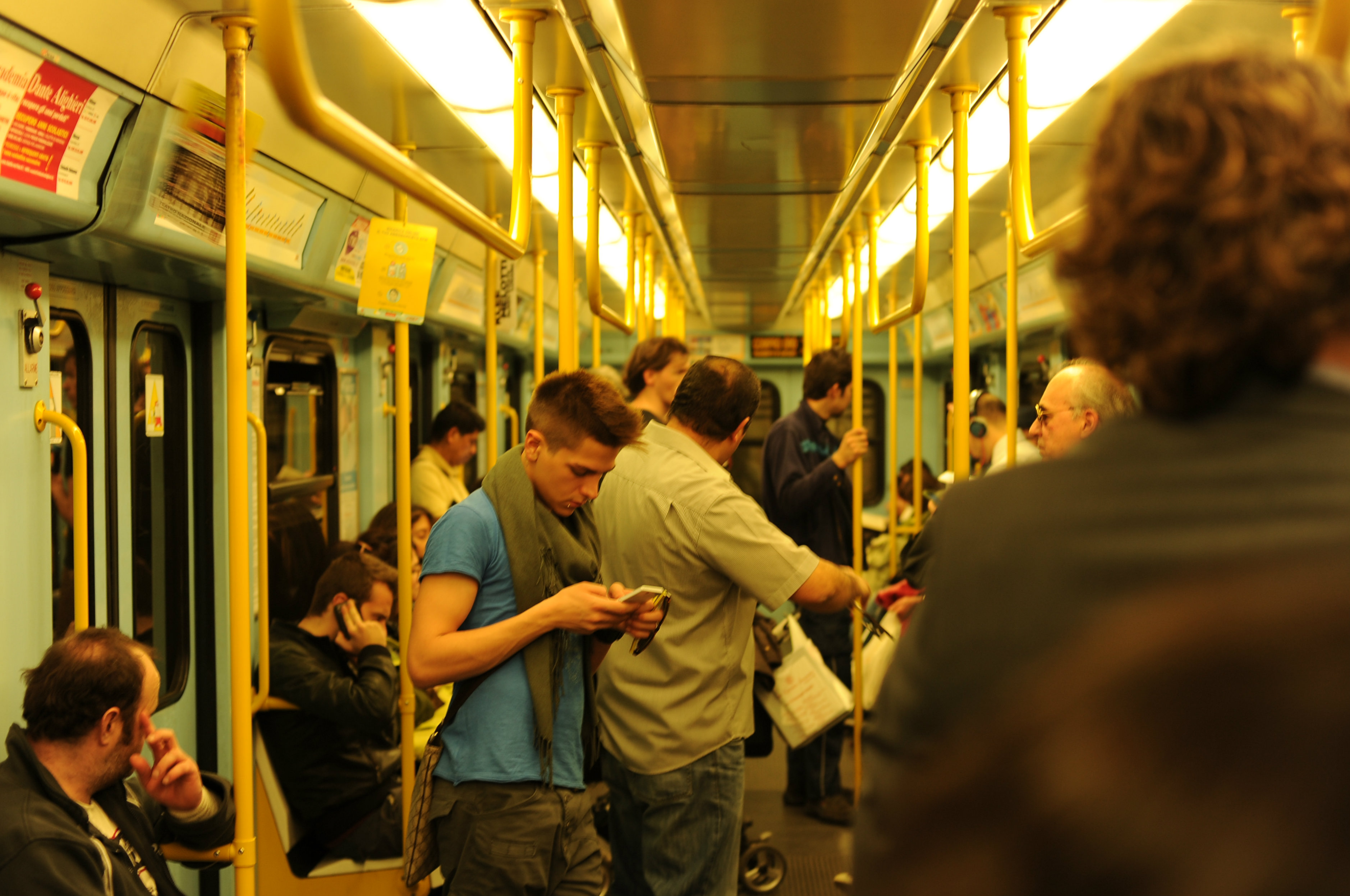
Fahrgäste in Wageninnerem (2013)

Die gelbe Linie des Mailänder U-Bahn-Netzes wurde am 1. Mai 1990 zwischen Centrale FS (Hauptbahnhof) und Duomo als Shuttleservice eröffnet. Sieben Monate später, im Dezember 1990, wurde der reguläre Betrieb mit einer Verlängerung bis Porta Romana aufgenommen.
1991 wurde die M3 in beide Richtungen bis San Donato bzw. Sondrio erweitert. 1995 gab es eine Verlängerung bis Zara, 2003 bis Maciachini.
Am 26. März 2011 wurde die M3 von Maciachini um vier Stationen bis Comasina verlängert.
Die gelbe Linie ist komplett barrierefrei.

### M4 (Blaue Linie)
Von der Linie M4 (siehe unten) wurde ein erster Abschnitt zwischen dem Flughafen Mailand-Linate und dem Bahnhof Forlanini (Anschluss an den Servizio ferroviario suburbano di Milano) bis Juli 2021 fertig gestellt und eine Betriebsgenehmigung erteilt. Wegen zu der Zeit geringer Passagierzahlen in Linate wurde die Inbetriebnahme auf Ende 2022 verschoben. Am 26. November 2022 wurde ein erster Abschnitt zwischen dem Flughafen Linate und der Station Dateo eröffnet, wo Anschluss zu mehreren S-Bahn-Linien besteht. Eine erste Verlängerung um zwei Stationen bis San Babila mit Anschluss an die Linie 1 wurde am 4. Juli 2023 eingeweiht, die Komplettierung der Linie um 7,8 Kilometer Strecke und weitere 13 Stationen bis San Cristoforo mit Anschluss an die FS folgte zum 12. Oktober 2024. Auch die blaue Linie ist barrierefrei.
Die Linie M4 wird als zweite Mailänder Linie im vollautomatischen Zugbetrieb ohne Fahrer betrieben. Das verwendete System Fahrerlose Metro von Hitachi Rail Italia nutzt Communication-Based Train Control von Hitachi Rail STS.

### M5 (Hellviolette Linie)

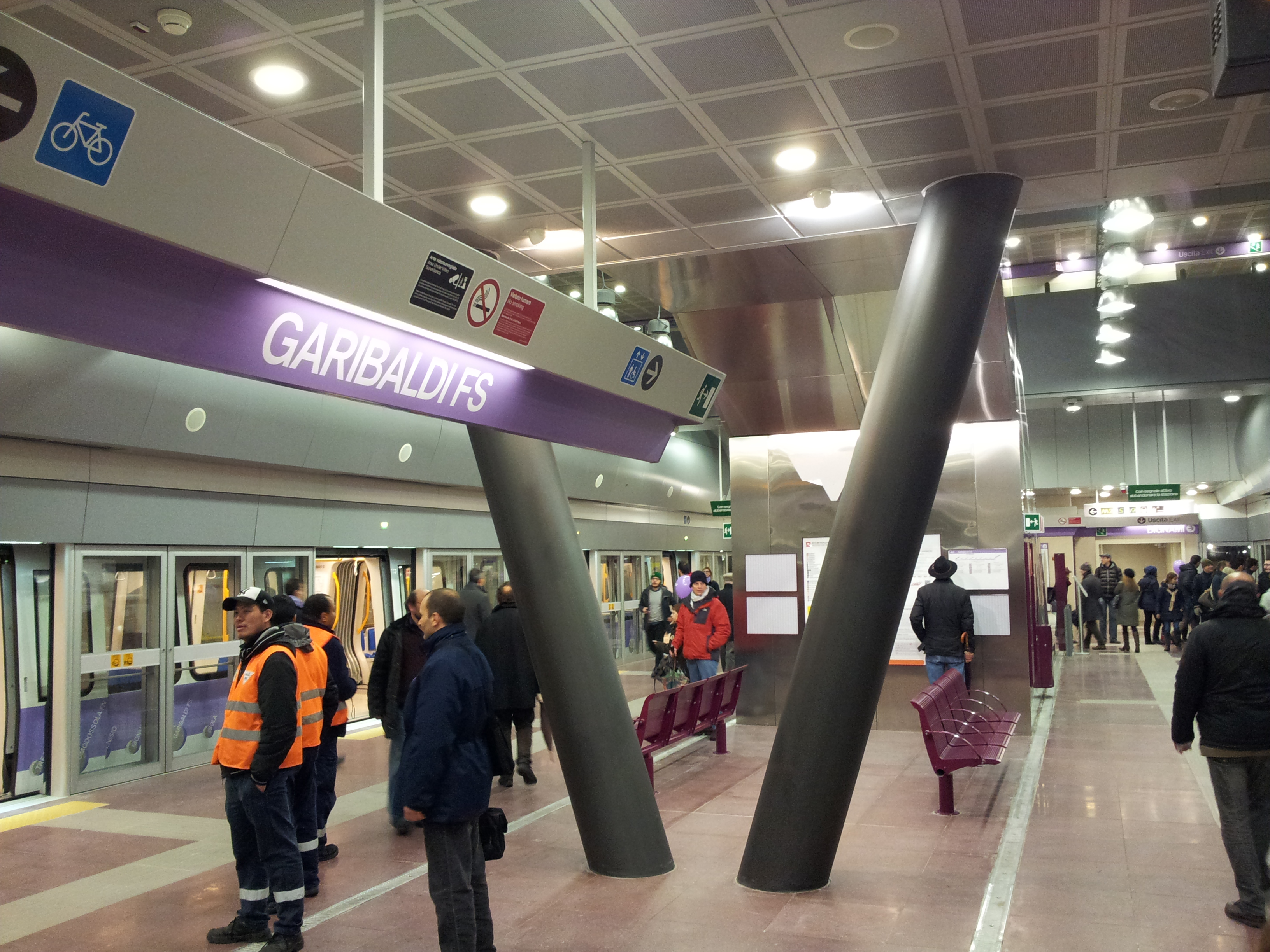
Station Garibaldi FS der hellvioletten Linie M5

Die M5 reicht seit 2015 von Bignami im Nordosten bis zum Stadion San Siro.
Der erste Abschnitt der Linie M5 wurde am 10. Februar 2013 in Betrieb genommen. Er umfasste 4,1 km und 7 Stationen und reicht von Bignami im Nordosten bis nach Zara. Seit dem 14. November 2015 ist die Linie Bignami bis zum Stadion San Siro vollständig in Betrieb. Sie hat eine Länge von 12,9 km und bedient 19 Stationen.
Die hellviolette Linie ist ebenfalls barrierefrei.
Als erste Mailänder Linie wurde die M5 im vollautomatischen Zugbetrieb ohne Fahrer betrieben. Das verwendete System fahrerlose Metro von AnsaldoBreda nutzt „Distance to go“ (DTG) von Ansaldo STS.
Die Kennfarbe der Linie M5 heißt auf Italienisch „Lilla“, was sich ins Deutsche mit dem pastellenen Fliederfarben oder Hellviolett statt dem kräftigeren Farbton Lila oder Violett übersetzen lässt.

## Ausbau und Pläne

### In Bau
- M1, Erweiterung Sesto 1º Maggio FS ↔ Monza Bettola; 1,9 km, 2 Stationen, bis 2029

### In Planung
- M1, Erweiterung Bisceglie ↔ Baggio; 3 km, 3 Stationen
- M2, Erweiterung Cologno Nord ↔ Vimercate; 9,7 km, 5 Stationen
- M2, Erweiterung Gessate ↔ Trezzo sull'Adda; 8 km, 4 Stationen
- M3, Erweiterung San Donato ↔ Paullo Est; 14,8 km, 6 Stationen
- M4, Erweiterung Linate Aeroporto ↔ Segrate; 3,1 km, 2 Stationen
- M5, Erweiterung Bignami ↔ Monza Bettola; 6,3 km, 5 Stationen
- M5, Erweiterung Stadion San Siro ↔ Settimo Milanese; 4,5 km, 4 Stationen

## Fahrzeuge
Bei der Einführung jeder neuen Linie wurde speziell angepasstes Rollmaterial entwickelt. So war jeder Linie ein einziger Fahrzeugtyp zugeordnet.
Inzwischen jedoch kommen auf dem Großprofilnetz (Linien M1, M2 und M3) hauptsächlich durchgängig begehbare Sechswagenzüge von AnsaldoBreda/Hitachi Rail zum Einsatz. Diese Züge sind farblich der befahrenen Linie angepasst in rot, grün bzw. gelb lackiert und kommen mit beiden Stromsystemen (750- und 1500-V-Gleichspannung) zurecht. Die ersten vierzig Züge Typ Meneghino erreichen 90 km/h und bieten 204 Menschen einen Sitzplatz an. Die Weiterentwicklung Leonardo Metro besitzt weitgehend identische Leistungsdaten, ist aber mit 107 m etwa zwei Meter länger. Die 72 Züge sind mit wellenförmigen Längsbänken ausgestattet. Im Jahr 2022 bestellte ATM erneut bei Hitachi. 21 Sechsteiler eines dritten Typs sind ab 2024 für die Linie M1 vorgesehen. Für 25 weitere Züge bestehen Optionen.
Auf der fahrerlosen M5 kommen 21 vollautomatische Kleinprofilzüge von Hitachi Rail Italia zum Einsatz. Die vierteiligen Fahrzeuge sind 51 m lang und 2,65 m breit. Weitere 47 Züge sind für die Linie M4 vorgesehen.

## Andere Verkehrsmittel in Mailand
Neben der Metro gibt es in Mailand auch eine ebenfalls durch die ATM Milano betriebene Straßenbahn Mailand und die S-Bahn Mailand. Letztere nutzt als Stammstrecke den Passante ferroviario zwischen Lancetti und Porta Vittoria.
Außerdem gibt es in Mailand auch eine 2-Stationen-Mini-U-Bahn von der U-Bahn-Station Cascina Gobba zur Haltestelle Ospedale/San Raffaele. Dabei handelt es sich um eine Standseilbahn der Firma Poma Italia (heute Agudio). Manchmal wird sie auch als Metro San Raffaele bezeichnet.

## Sonstiges

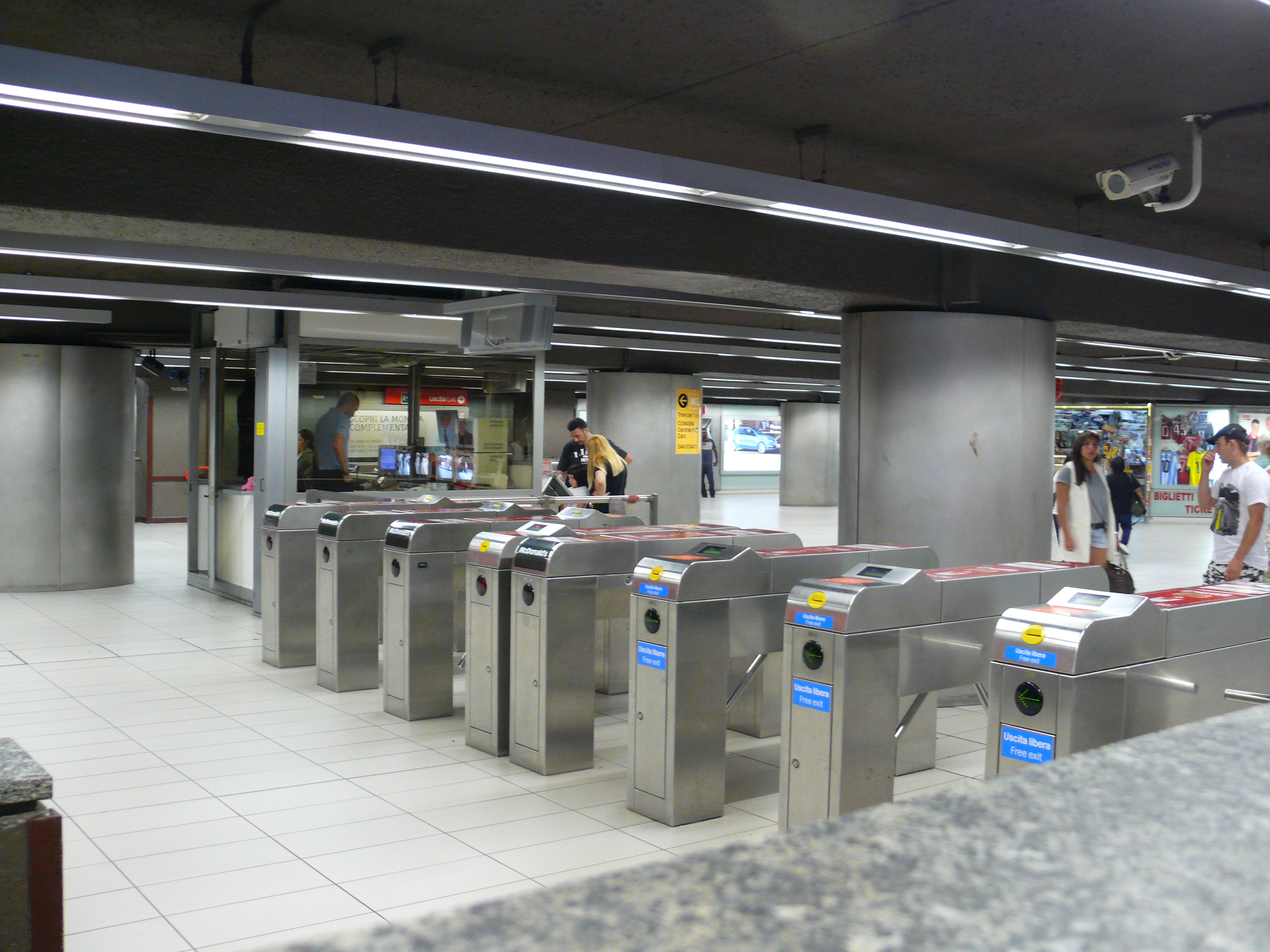
Zugangssperren am U-Bahnhof „Duomo“

### Stromzufuhr
Die M1 wird mit einer seitlichen Stromschiene für die Stromaufnahme und einer weiteren Schiene in der Gleismitte für die Rückspeisung betrieben. Sie fährt mit Gleichstrom bei einer Fahrspannung von 750 Volt. Die Linien M4 und M5 nutzen ebenfalls eine seitliche Stromschiene.
Die M2 und M3 fahren dagegen mit einem auf dem Wagendach befindlichen Stromabnehmer. Diese beiden U-Bahn-Linien werden mit Gleichstrom bei einer Fahrdrahtspannung von 1500 Volt betrieben.

### Betriebswerkstätten
Auf den Linien M1 bis M3 gibt es sechs Betriebswerkstätten:
- Deposito Gallaratese (M1)
- Deposito Precotto (M1)
- Deposito Famagosta (M2)
- Deposito Cologno Nord (M2)
- Deposito Gorgonzola (M2)
- Deposito San Donato (M3)

### Barrierefreiheit
Die Stationen der drei jüngsten Linien, der M3, M4 und M5, sind alle mit barrierefreien Aufzügen ausgestattet. Auf den anderen Linien sind nur einzelne Stationen barrierefrei.

### Basisauskünfte
- Offizielle Betreiberseite (italienisch/englisch)
- Die Mailänder Metro bei Urbanrail.net
- Mailand Metro Plan Interaktiv (deutsch, mit Reklame für mobile App)

### Fanseiten und Historisches
- Liniennetz Metro und S-Bahn (2005) (PDF; 1,42 MB)
- Die Mailänder Metro bei Cityrailways.net (Memento vom 6. Februar 2009 im Internet Archive) (italienisch)
- Stazioni del Mondo (italienisch)
- Fanseite der Mailänder Metro mit Fahrzeugübersicht, Stand 2003 (englisch)
- Bilderseite zur Mailänder Metro auf public-transport.net (privat)

### Ausbaupläne in zeitgenössischer Presse
- Milano metro M5 extension contract signed. In: Railway Gazette International. 3. Februar 2011, archiviert vom Original am 3. Oktober 2012; abgerufen am 7. Oktober 2022 (englisch, zugriffsbeschränkt).
- Prolungamenti. Metropolitana Milanese S.p.A., 2011, archiviert vom Original (nicht mehr online verfügbar) am 26. Oktober 2011; abgerufen am 8. Oktober 2022 (italienisch, Zeitplan für Ausbauten Stand 2011).
- Gianni Santucci, Armando Stella: Tar: «Metrò 4, gare regolari». Via ai cantieri. In: Corriere della Sera. 21. Januar 2012, archiviert vom Original am 24. Januar 2012; abgerufen am 8. Oktober 2022 (italienisch, zu Gerichtsentscheid zur Auftragsvergabe zur Bauausführung der Linie 4, erste Inbetriebnahme damals für 2015 anvisiert).